# شرم پرواز

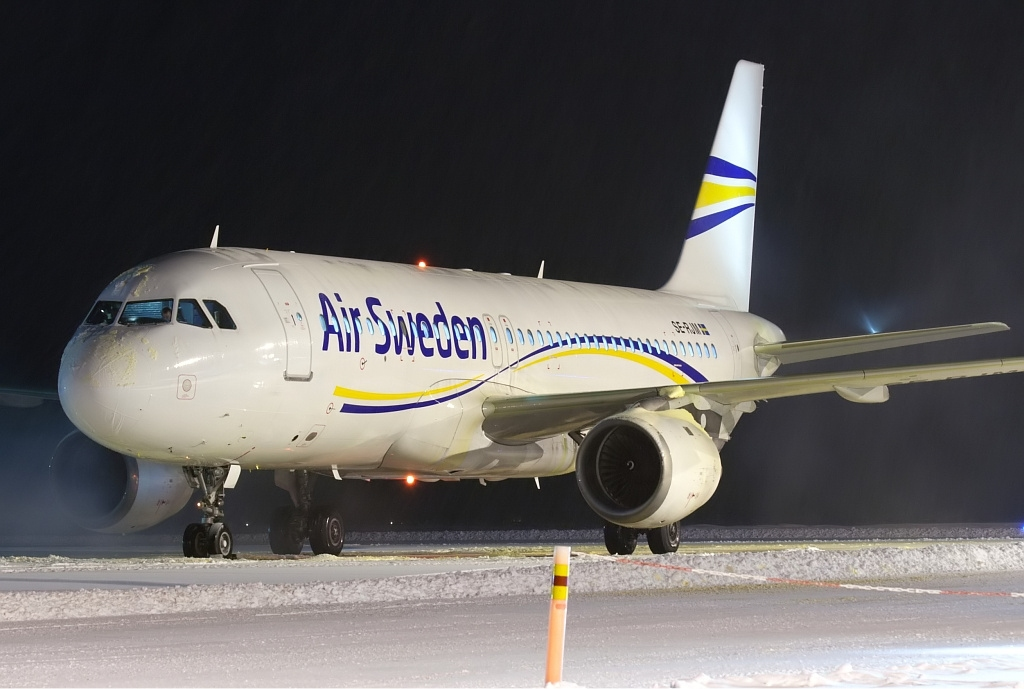
یک فروند A320 هواپیمایی ایر سوئد

شرم پرواز یا احساس شرمندگی از پرواز یک جنبش اجتماعی است که با هدف کاهش سفرهای هوایی شکل گرفته است. دلیل اصلی این جنبش، نگرانی از تأثیرات زیست‌محیطی ناشی از صنعت هوانوردی، به‌ویژه میزان بالای انتشار گازهای گلخانه‌ای و نقش آن در تغییرات اقلیمی ناشی از فعالیت‌های انسانی است.
این مفهوم برای نخستین‌بار در سوئد مطرح شد و با گذشت زمان، به یکی از مباحث مهم در گفت‌وگوهای زیست‌محیطی اروپا و سایر نقاط جهان تبدیل شد. محبوبیت و گسترش این جنبش تا حد زیادی مرهون تلاش‌های گرتا تونبرگ، فعال برجسته محیط‌زیست و بنیان‌گذار جنبش جهانی دانش‌آموزی علیه تغییرات اقلیمی است. گرتا تونبرگ با امتناع آشکار از استفاده از هواپیما برای سفرهای بین‌المللی و انتخاب گزینه‌های جایگزینی مانند قطار، نقش مؤثری در جلب توجه عمومی به این مسئله ایفا کرد. از این‌رو، جنبش «شرم پرواز» گاهی با عنوان جنبش ضد پرواز یا ضد هوانوردی نیز شناخته می‌شود.
این جنبش نه‌تنها به دنبال کاهش سفرهای هوایی فردی است، بلکه در تلاش است تا آگاهی عمومی را نسبت به اثرات گسترده زیست‌محیطی صنعت هوانوردی افزایش دهد. طبق آمارها، سفرهای هوایی سهم قابل توجهی در انتشار دی‌اکسیدکربن دارند؛ به‌ویژه در کشورهای توسعه‌یافته که پروازهای بین‌المللی به‌عنوان بخش جدایی‌ناپذیر زندگی مدرن شناخته می‌شوند. از این‌رو، فعالان این جنبش تلاش دارند تا تغییرات فرهنگی و رفتاری در سطح جامعه ایجاد کنند و افراد را به استفاده از گزینه‌های حمل‌ونقل جایگزین مانند قطارهای سریع‌السیر، سفرهای زمینی یا حتی ویدئوکنفرانس به جای سفرهای کاری تشویق نمایند.
گسترش این جنبش در برخی کشورها منجر به شکل‌گیری سیاست‌هایی در راستای کاهش سفرهای هوایی، سرمایه‌گذاری بیشتر در حمل‌ونقل ریلی و افزایش مالیات بر سوخت هواپیماها شده است. با این حال، منتقدان نیز معتقدند که مسئولیت اصلی کاهش انتشار آلاینده‌ها بر عهده دولت‌ها و شرکت‌های هواپیمایی است و نباید تنها بر رفتار فردی متمرکز شد.

## منشأ جنبش شرم پرواز
اصطلاح «شرم پرواز» نخستین‌بار در سال ۲۰۱۷ توسط استفان لیندبرگ، خواننده سوئدی، مطرح شد. او با بیان نگرانی‌های زیست‌محیطی خود نسبت به سفرهای هوایی، این واژه را برای اشاره به احساس گناه و شرمندگی ناشی از پرواز و تأثیر آن بر تغییرات اقلیمی ابداع کرد.
بیورن فری، ورزشکار المپیکی سوئدی، نیز از نخستین چهره‌های برجسته‌ای بود که از این مفهوم حمایت کرد و با اعلام ترک سفرهای هوایی، به گسترش آن کمک کرد. همچنین مالنا ارنمان، خواننده مشهور اپرا و مادر گرتا تونبرگ (فعال نوجوان محیط‌زیست)، به‌طور علنی اعلام کرد که دیگر از هواپیما برای سفر استفاده نخواهد کرد. این تصمیمات نمادین و آشکار، زمینه‌ساز تقویت جنبش در سطح ملی شد.
گرتا تونبرگ، که بعدها به چهره‌ای جهانی در حوزه تغییرات اقلیمی تبدیل شد، نقش کلیدی در شناساندن این جنبش به سطح بین‌المللی ایفا کرد. امتناع او از سفرهای هوایی برای شرکت در کنفرانس‌های اقلیمی و انتخاب گزینه‌هایی چون سفر دریایی یا زمینی، توجه گسترده‌ای را در رسانه‌ها و افکار عمومی به خود جلب کرد.
در ادامه، سایر چهره‌های مشهور سوئدی نیز به این جریان پیوستند و با ترک پرواز، تأثیر اجتماعی این جنبش را تقویت کردند. در سال ۲۰۱۸، مایا روسن جنبش «ما روی زمین می‌مانیم» را در سوئد راه‌اندازی کرد. هدف این جنبش ایجاد تعهد جمعی برای ترک سفرهای هوایی است؛ به این صورت که اعضای آن متعهد می‌شوند یک سال از پرواز خودداری کنند، به شرط آنکه ۱۰۰٬۰۰۰ نفر دیگر نیز در همان کشور چنین تعهدی بدهند.
این اصطلاح و مفهوم از سال ۲۰۱۹ به‌تدریج وارد زبان و فرهنگ عمومی انگلیسی‌زبانان شد و در رسانه‌ها، شبکه‌های اجتماعی و مباحث سیاست‌گذاری محیط‌زیستی به‌طور گسترده مورد استفاده قرار گرفت.